# Kreis Bütow

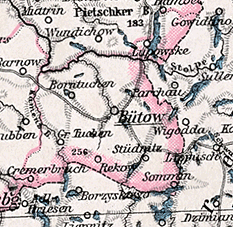
Das Kreisgebiet 1905

Der Kreis Bütow war ein preußischer Landkreis in Pommern, der zwischen 1846 und 1945 bestand. Seine Kreisstadt war die Stadt Bütow. Das ehemalige Kreisgebiet liegt heute in der polnischen Woiwodschaft Pommern.

## Verwaltungsgeschichte
Der Kreis Bütow entstand am 1. Januar 1846 aus dem südlichen Teil des Lauenburg-Bütowschen Kreises, dem Distrikt Bütow. Der Lauenburg-Bütowsche Kreis war 1773 aus den Landen Lauenburg und Bütow hervorgegangen. Der Kreis gehörte zum Regierungsbezirk Köslin in der preußischen Provinz Pommern. Zum Kreis gehörten 1871 die Stadt Bütow, 39 Landgemeinden und 25 Gutsbezirke.
Nachdem im Januar 1920 gemäß dem Versailler Vertrag der Polnische Korridor entstanden war, kam es am 30. November 1920 im Bereich des Kreises Bütow zu einem Gebietsaustausch zwischen Polen und dem Deutschen Reich. Die Ortschaften Zukowken und Mühlchen, die zum westpreußischen Kreis Karthaus gehört hatten, kamen zum Kreis Bütow, während die Ortschaften Pommersch Prondzonka, Althütte bei Buchwalde und Schellews aus dem Kreis Bütow nach Polen wechselten. Dies bedeutete für den Kreis Bütow eine Gebietsabtretung von 8,36 km² an Polen bei einem gleichzeitigen Zugewinn von 15,35 km².
Zum 30. September 1928 fand im Kreis Bütow wie im übrigen Freistaat Preußen eine Gebietsreform statt, bei der alle Gutsbezirke aufgelöst und benachbarten Landgemeinden zugeteilt wurden.
Im März 1945 eroberte die Rote Armee das Kreisgebiet. Das Kreisgebiet liegt seit 1999 innerhalb des Powiat Bytowski (Bütower Kreis).

## Einwohnerentwicklung
| Jahr | Einwohner | Quelle |
| ---- | --------- | ------ |
| 1846 | 18.519    | [ 5 ]  |
| 1871 | 24.153    | [ 1 ]  |
| 1890 | 23.712    | [ 6 ]  |
| 1900 | 26.021    | [ 6 ]  |
| 1910 | 28.151    | [ 6 ]  |
| 1925 | 28.725    | [ 6 ]  |
| 1933 | 27.510    | [ 6 ]  |
| 1939 | 27.308    | [ 6 ]  |

## Politik

### Landräte
- 1846–185200Paul Winterfeldt, Gutsherr auf Gersdorf[7]
- 1852–187500Heinrich von Puttkamer (1803–1876)
- 1875–188600Julius Scheunemann[8]
- 1886–191000Henning von Puttkamer
- 1910–191700Nikolaus von Gerlach (1875–1955)
- 1918–192000Otto Schulze
- 1920–192100Max Fritz Mulert, Landratsamtsverwalter (1888–?)
- 1921–193100Herbert von Wolff (1886–1967)
- 1931–193900Walter Springorum (1892–1973)
- 1939–194500Ludwig Förster (1899–1965)

### Kommunalverfassung
Der Kreis Bütow gliederte sich zunächst in die Stadt Bütow, in Landgemeinden und – bis zu deren Auflösung im Jahre 1928 – in Gutsbezirke. Mit Einführung des preußischen Gemeindeverfassungsgesetzes vom 15. Dezember 1933 gab es ab dem 1. Januar 1934 eine einheitliche Kommunalverfassung für alle preußischen Gemeinden. Mit Einführung der Deutschen Gemeindeordnung vom 30. Januar 1935 trat zum 1. April 1935 im Deutschen Reich eine einheitliche Kommunalverfassung in Kraft, wonach die bisherigen Landgemeinden nun als Gemeinden bezeichnet wurden. Diese waren in Amtsbezirken zusammengefasst. Eine neue Kreisverfassung wurde nicht mehr geschaffen; es galt weiterhin die Kreisordnung für die Provinzen Ost- und Westpreußen, Brandenburg, Pommern, Schlesien und Sachsen vom 19. März 1881.

## Amtsbezirke, Städte und Gemeinden

### Amtsbezirke
Die Landgemeinden des Kreises waren in den 1930er Jahren in 15 Amtsbezirke gegliedert. Die Stadt Bütow war amtsfrei.
- Amtsbezirk Bernsdorf
- Amtsbezirk Borntuchen
- Amtsbezirk Damsdorf
- Amtsbezirk Gersdorf
- Amtsbezirk Groß Tuchen
- Amtsbezirk Gustkow
- Amtsbezirk Jassen
- Amtsbezirk Kathkow
- Amtsbezirk Massowitz
- Amtsbezirk Meddersin
- Amtsbezirk Platenheim
- Amtsbezirk Polschen
- Amtsbezirk Pomeiske
- Amtsbezirk Sommin
- Amtsbezirk Stüdnitz

### Städte und Gemeinden
Nach den Gebietsreformen der 1920er Jahre umfasste der Kreis Bütow eine Stadt und 48 weitere Gemeinden. Die ab 1929 erfolgten Umbenennungen sind in der folgenden Liste nicht berücksichtigt:
- Bernsdorf
- Borntuchen
- Buchwalde
- Bütow, Stadt
- Czarndamerow
- Damerkow
- Dampen
- Damsdorf
- Gersdorf
- Gramenz
- Gröbenzin
- Groß Massowitz
- Groß Pomeiske
- Groß Tuchen
- Gustkow
- Hygendorf
- Jassen
- Jellentsch
- Kathkow
- Klein Massowitz
- Klein Pomeiske
- Klein Tuchen
- Klonschen
- Klößen
- Kroßnow
- Lonken
- Lupowske
- Mangwitz
- Meddersin
- Moddrow
- Morgenstern
- Neuendorf
- Neuhütten
- Oslawdamerow
- Petersdorf
- Platenheim
- Polschen
- Pschywors
- Pyaschen
- Reckow
- Sommin
- Strussow
- Stüdnitz
- Tangen
- Tschebiatkow
- Wusseken
- Zemmen
- Zerrin
- Zukowken

### Namensänderungen
Von 1929 bis 1937 fanden im Kreis Bütow Änderungen von Ortsnamen statt, die nicht typisch deutsch klangen. Die eingeführten Ortsnamen waren meist Übersetzungen oder neue Wortschöpfungen:
- Czarndamerow → Sonnenwalde
- Jellentsch → Hirschfelde (Pom.)
- Klonschen → Ulrichsdorf (Pom.)
- Lonken → Friedrichssee
- Lupowske → Grünenwalde
- Oslawdamerow → Rudolfswalde
- Polschen → Kniprode
- Pschywors → Adolfsheide
- Pyaschen → Franzwalde
- Tschebiatkow → Radensfelde
- Zukowken → Treuenfelde

## Verkehr
Der Kreis Bütow wurde erst 1884 durch die Preußische Staatsbahn von Schlawe her an das Schienennetz angeschlossen. Es dauerte dann noch 17 Jahre, bis weitere Linien hinzukamen. Sie gingen alle von Bütow aus, und zwar
- 1901 nach Berent in Westpreußen,
- 1902 nach Lauenburg im Nordosten und
- 1909 nach Rummelsburg im Südwesten.